# 黑尔戈兰湾

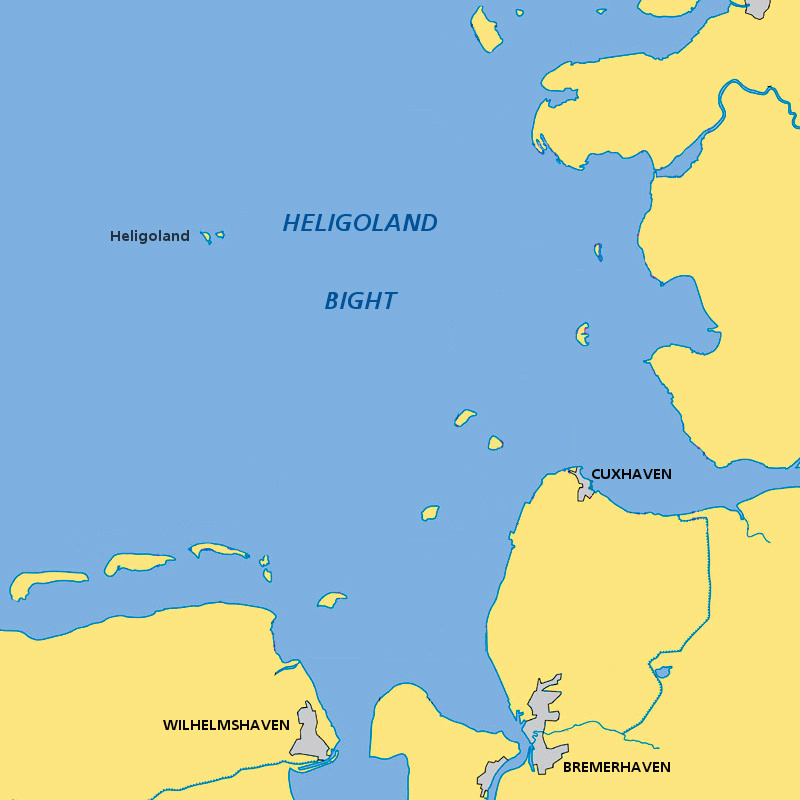

黑尔戈兰湾（德語：Helgoländer Bucht）位于北海南部，是德意志湾的一部分。黑尔戈兰湾南至易北河入海口，北至黑尔戈兰岛，西至东弗里西亚群岛的旺格岛，东至北弗里西亚的艾德施泰特半岛。黑尔戈兰湾最深处56米，位于黑尔戈兰湾盆地。除了前面提到的岛屿外，黑尔戈兰湾内还有一处小岛诺伊韦克岛。它位于易北河河口的瓦登海，以南是威悉河河口，以西是亚德湾。
穿越黑尔戈兰湾，从汉堡及易北河河口至多佛尔海峡和英吉利海峡的海上航线是世界上最繁忙的海上航线之一。黑尔戈兰湾内有多处自然保护区，包括石勒苏益格-荷尔斯泰因瓦登海国家公园、汉堡瓦登海国家公园和下萨克森瓦登海国家公园。
黑尔戈兰湾因黑尔戈兰岛而得名。1914年、1917年和1939年，此处曾发生过三次战役。